# I wyprawa krzyżowa

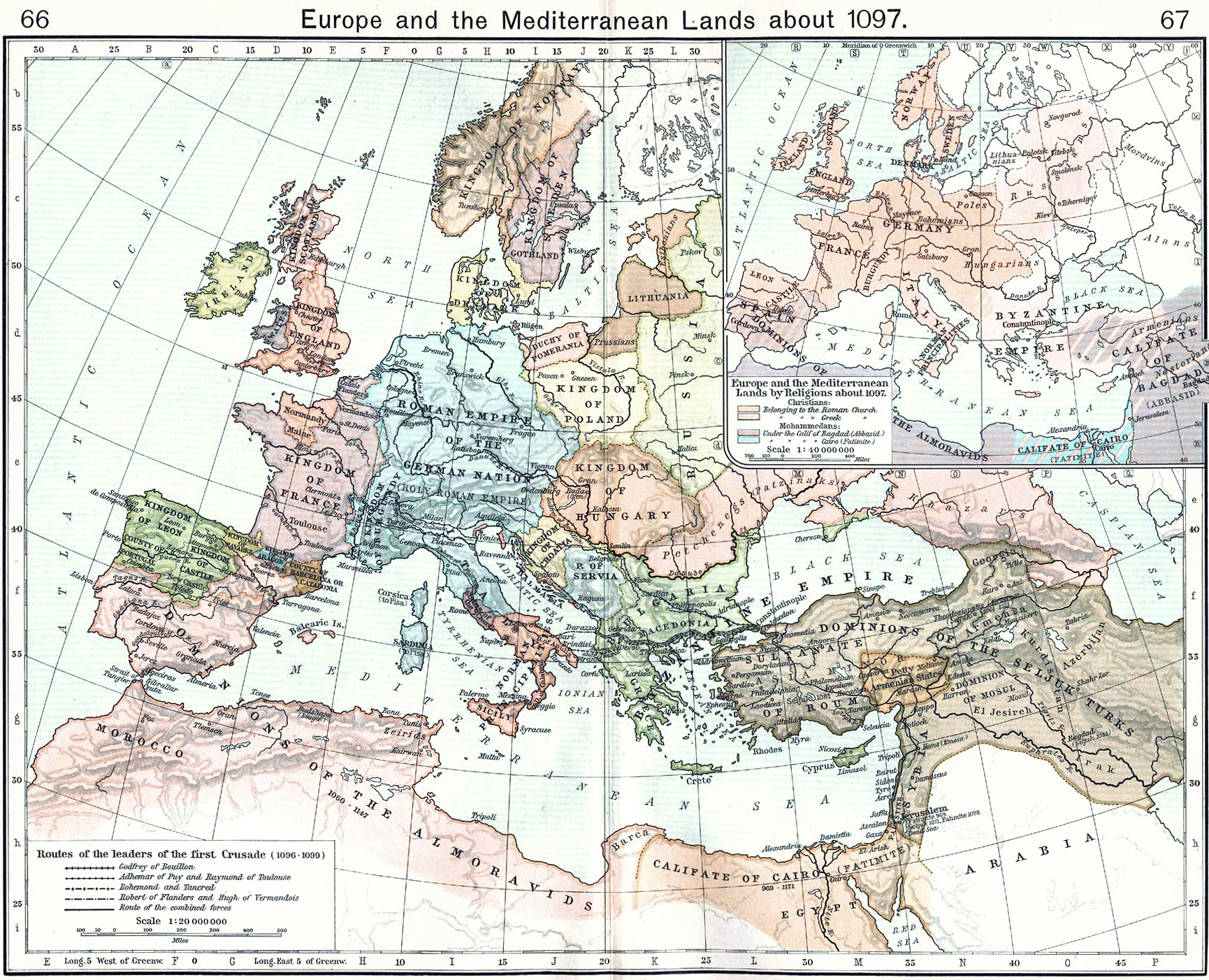
Europa w okresie pierwszej krucjaty

Pierwsza wyprawa krzyżowa (pierwsza krucjata) – wyprawa wojenna, która zapoczątkowała okres zbrojnych krucjat, rozpoczętych przez papieża Urbana II od apelu na synodzie w Clermont 27 listopada 1095 roku. Wyprawa wyruszyła w 1096 roku, z podwójnie obranym celem – zdobycia Jerozolimy i Ziemi Świętej oraz uwolnienia wschodnich chrześcijan spod islamskiej władzy.
Wszystko zaczęło się za sprawą cesarza bizantyńskiego Aleksego I Komnena i jego apelu do Kościoła rzymskiego i zachodniego rycerstwa o pomoc w walce z Turkami seldżuckimi o odzyskanie utraconych ziem w Anatolii. Wezwanie o pomoc szybko przerodziło się w masową migrację z Zachodu i w podbój terenów leżących poza obszarem Europy. Zarówno rycerstwo, jak i chłopstwo wyruszyło z wielu zakątków Europy Zachodniej, lądem i drogą morską ku Jerozolimie, by ostatecznie zdobyć ją w dniu 15 lipca 1099 roku, ustanawiając Królestwo Jerozolimskie wraz z innymi chrześcijańskimi państwami krzyżowymi. Chociaż nabytki te utrzymały się niecałe dwieście lat, pierwsza wyprawa była istotnym punktem zwrotnym w dziejach ekspansji zachodniej cywilizacji, jak i pierwszym poważnym krokiem, od upadku cesarstwa zachodniorzymskiego, w kierunku ponownego otwarcia dostępu do handlu ze Wschodem.
Ta pierwsza wyprawa, jako jedyna w całej historii wypraw krzyżowych, zakończyła się pełnym sukcesem.

## Tło historyczne
Powstanie i szybki rozwój państwa tureckich Seldżuków spowodował, że Turcy przejęli kontrolę nad całym Bliskim Wschodem. Jerozolima od 1079 roku znalazła się w domenie Tutusza Ibn Alp Arslana. W roku 1071 sułtan Alp Arslan zadał druzgocącą klęskę siłom Bizancjum w bitwie pod Manzikert, niszcząc podstawy wojskowości Cesarstwa i jego zdolność do obrony chrześcijaństwa na Bliskim Wschodzie.
W latach 1071-1085 Turcy wykorzystując panujący w Bizancjum chaos i wojny wewnętrzne pomiędzy kandydatami do władzy opanowali prawie całą Azję Mniejszą. Opanowana przez Muzułmanów Nikkea została stolicą sułtana Sulajmana Ibn Kutulmisza. Panowanie cesarza Aleksego I Komnena w Azji zostało ograniczone terytorialnie do fragmentów wybrzeża Morza Czarnego oraz odosobnionych miast nad brzegiem Morza Śródziemnego.
Państwo Seldżuków uległo jednak wkrótce rozpadowi na wiele mniejszych państw, które często toczyły między sobą wojny, co dawało spore szanse na odzyskanie przez Bizancjum Anatolii i Palestyny. Armia Bizancjum po bitwie pod Manzikertem była jednak zbyt słaba, a skarbiec cesarstwa świecił pustkami.
Prośba o pomoc, wystosowana przez cesarza Aleksego, dała pretekst papieżowi Urbanowi II do ogłoszenia krucjaty w celu odbicia utraconych terenów i przejęcia kontroli nad Jerozolimą. W 1095 roku Urban II ogłosił oficjalnie rozpoczęcie wyprawy krzyżowej. Zrobił to w czasie końcowego przemówienia podczas synodu w Clermont. Wywołało to entuzjazm słuchaczy, zaraz po tym wybrano też znak krucjat – czerwony krzyż. Na datę rozpoczęcia I krucjaty wybrano dzień 15 sierpnia 1096 roku, porę bezpośrednio po żniwach, optymalną ze względu na możliwość aprowizacji licznej armii.

## Wyprawa ludowa
W odpowiedzi na apel papieża Urbana II już w marcu na krucjatę ruszyła ogromna rzesza cywilów (ok. 20 000 ludzi), prowadzonych przez charyzmatycznego, lecz bliżej nieznanego mnicha zwanego w źródłach Piotrem Pustelnikiem lub Piotrem z Amiens. Wyprawa wyruszyła już pod koniec 1095 r., ale była źle zorganizowana i niemal bezwartościowa pod względem militarnym. W jej skład wchodzili głównie chłopi i biedota, ale też pospolici przestępcy, którzy odłączyli się od głównego pochodu i dokonali kilku dużych pogromów Żydów na terenie Niemiec. Jedna z takich grup została pokonana przez wojska węgierskie w bitwie pod Wieselbergiem.
Większość uczestników wyprawy dotarła przez Bałkany do Konstantynopola, ale cesarz Bizancjum, Aleksy I Komnen, nie wpuścił ich do miasta. Krzyżowcy ludowi zostali szybko przetransportowani do Anatolii, gdzie wyprawa poniosła sromotną klęskę z rąk sułtana Ar Rumu, Kilidż Arslana. Wielu krzyżowców zginęło w czasie oblężenia zamku Kserigordon, a pozostali zostali pobici w bitwie pod Civetot, nieopodal Nikai.

## Skład wyprawy rycerskiej

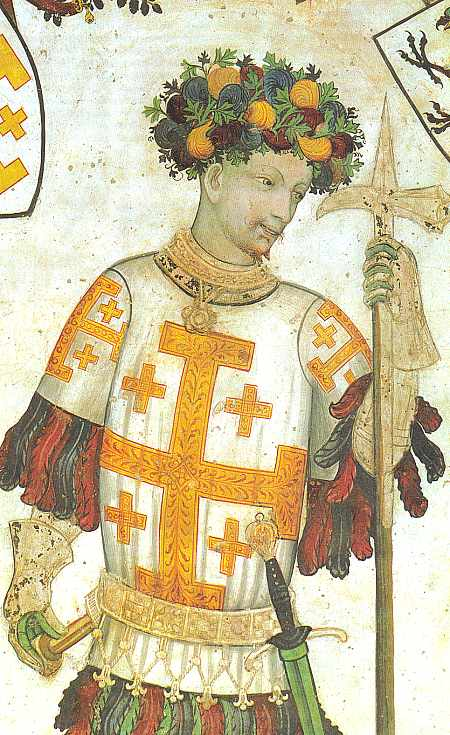
Godfryd z Bouillon

Latem i wczesną jesienią 1096 ruszyła znacznie lepiej zorganizowana wyprawa rycerska.
W jej skład wchodzili w przeważającej liczbie rycerze frankońscy i normańscy z licznymi pocztami (Rajmund z Tuluzy, jeden z najbogatszych feudałów XI-wiecznej Europy, Boemund z Tarentu, Norman o wybitnych zdolnościach dowódczych, Gotfryd z Bouillon, książę Dolnej Lotaryngii, Ademar z Monteil, biskup Le Puy i przedstawiciel papieża, Robert z Normandii, Stefan Henryk z Blois, Tankred z Tarentu, Robert Flandryjski, Baldwin z Boulogne), oddziały pieszych mieszczan z terenu dzisiejszej Francji i Włoch oraz dużo mniej liczni pojedynczy rycerze z Niemiec i Anglii. W sumie regularne siły wojskowe liczyły na początku wyprawy 35-40 tys. ludzi. Były to świetnie uzbrojone i zorganizowane oddziały ciężkozbrojnej kawalerii i piechoty, nieprzystosowane jednak do walki w upalnym klimacie i niemające doświadczenia w walkach z Turkami.
Przywódcę duchowego całej wyprawy mianował papież Urban II, a został nim Ademar, biskup Le Puy. Dowódcy wojskowego we właściwym tego słowa znaczeniu dość długo nie wyłoniono. Do śmierci Ademara (po zdobyciu Antiochii w 1098) jego osobisty autorytet studził pychę i zapały poszczególnych wodzów: z Lotaryngii przyprowadzili swe oddziały Gotfryd z Bouillon oraz jego brat Baldwin z Boulogne. Innymi dowódcami byli:
- Rajmund, hrabia Tuluzy, przewodzący rycerstwu z Prowansji,
- Robert Krótkoudy, hrabia Normandii, syn Wilhelma Zdobywcy, prowadzący rycerzy z Normandii,
- Boemund z Tarentu, dowodzący oddziałami Normanów z Sycylii.

Co do całkowitej liczebności wojsk toczą się spory, ale najnowsze badania przyjmują, że było to ok. 7 000 rycerzy (konnych) i 35 tys. pieszych oraz od 20 do 60 tys. cywilów.
Wbrew powszechnej opinii koszty, które musiał ponieść rycerz chcący udać się do Ziemi Świętej, aby walczyć przeciw agresji Turków seldżuckich, były olbrzymie i bardzo często przekraczały jego kilkuletnie dochody. Często rycerze zastawiali swoje posiadłości, aby zakupić konia i uzbrojenie oraz zaopatrzyć się w wikt na podróż i zapewnić sobie transport do Ziemi Świętej. Pierwsze krucjaty nie były w żadnym stopniu nastawione na zdobycze ekonomiczne, lecz ich głównym celem było odbicie z rąk najeźdźców Ziemi Świętej, symbolu ówczesnej kultury Zachodu.

## Przemarsz przez Anatolię
Wyprawa dotarła pod mury Konstantynopola jesienią 1096. Poszczególnym oddziałom krzyżowców w drodze przez Bałkany towarzyszyły wojska bizantyjskie, których zadaniem było niedopuszczenie do połączenia się łacinników w jedną armię. Hufce prowadzone przez Boemunda z Tarentu starły się nawet z eskortującymi ich Pieczyngami, będącymi na służbie u Aleksego I.
Gdy krzyżowcy dotarli w okolice Konstantynopola, cesarz nie pozwolił im na wejście do miasta, tylko kazał rozbić obóz pod murami. Chcąc zapewnić sobie kontrolę nad krucjatą, Bizantyjczycy przy pomocy drogocennych darów i rozdawaniu godności starali się pozyskać wpływy znaczących uczestników wyprawy. Ostatecznie cesarz zażądał od krzyżowców złożenia przysięgi, że wszystkie ziemie, które krzyżowcy odbiorą z rąk muzułmanów, mają zostać przyłączone do Bizancjum. Łacinnicy niechętnie ją złożyli. Najbardziej niechętny Rajmund z Tuluzy stoczył nawet potyczkę z wojskami bizantyjskimi. Licząc jednak na pomoc cesarza i jego opiekę, krzyżowcy spełnili żądania Aleksego I.
Na wiosnę 1097 wyprawa ruszyła. Została przeprawiona statkami bizantyjskimi i weneckimi na brzeg azjatycki, po czym rozpoczęła przemarsz przez Sułtanat Rumu. W czerwcu dotarła pod słabo bronioną Nikeę i doszło do jej oblężenia. Sułtan Kilidż Arsłan po łatwym zwycięstwie nad I wyprawą ludową nie spodziewał się ataku dobrze wyposażonej i wprawionej w boju armii. W tym czasie przebywał w pobliżu wschodnich granic imperium. Zrozumiawszy swój błąd, zawrócił wraz z główną armią. Było jednak za późno, by utrzymać miasto. Obrońcy ostatecznie poddali się bezpośrednio cesarzowi Bizancjum, wiedząc, że zgodzi się na ich warunki, a przede wszystkim zaniecha plądrowania miasta.
Zajęcie Nikei zmusiło sułtana Kilidż Arsłana do reakcji. 1 lipca doszło do bitwy pod Doryleum, w której siły krzyżowców rozgromiły Turków, jednak kosztem ogromnych strat własnych (1/3 sił).
Po bitwie droga przez Anatolię stała już otworem. Siły krzyżowców podzieliły się. Baldwin z Boulogne ruszył na ormiańskie księstwo Edessy, które przywitało siły krzyżowców z radością i zawarło z nimi sojusz przeciwko tureckiemu najeźdźcy. Ormiański król Toros uznał Baldwina za dziedzica tronu, po czym w przeciągu kilku tygodni, zmarł w niewyjaśnionych okolicznościach. Baldwin, zamiast zgodnie z przysięgą złożoną cesarzowi zwrócić tereny Bizancjum, przejął władzę powołując do życia Hrabstwo Edessy – pierwsze państwo krzyżowców na Bliskim Wschodzie.

## Oblężenie Antiochii i „cud świętej włóczni”

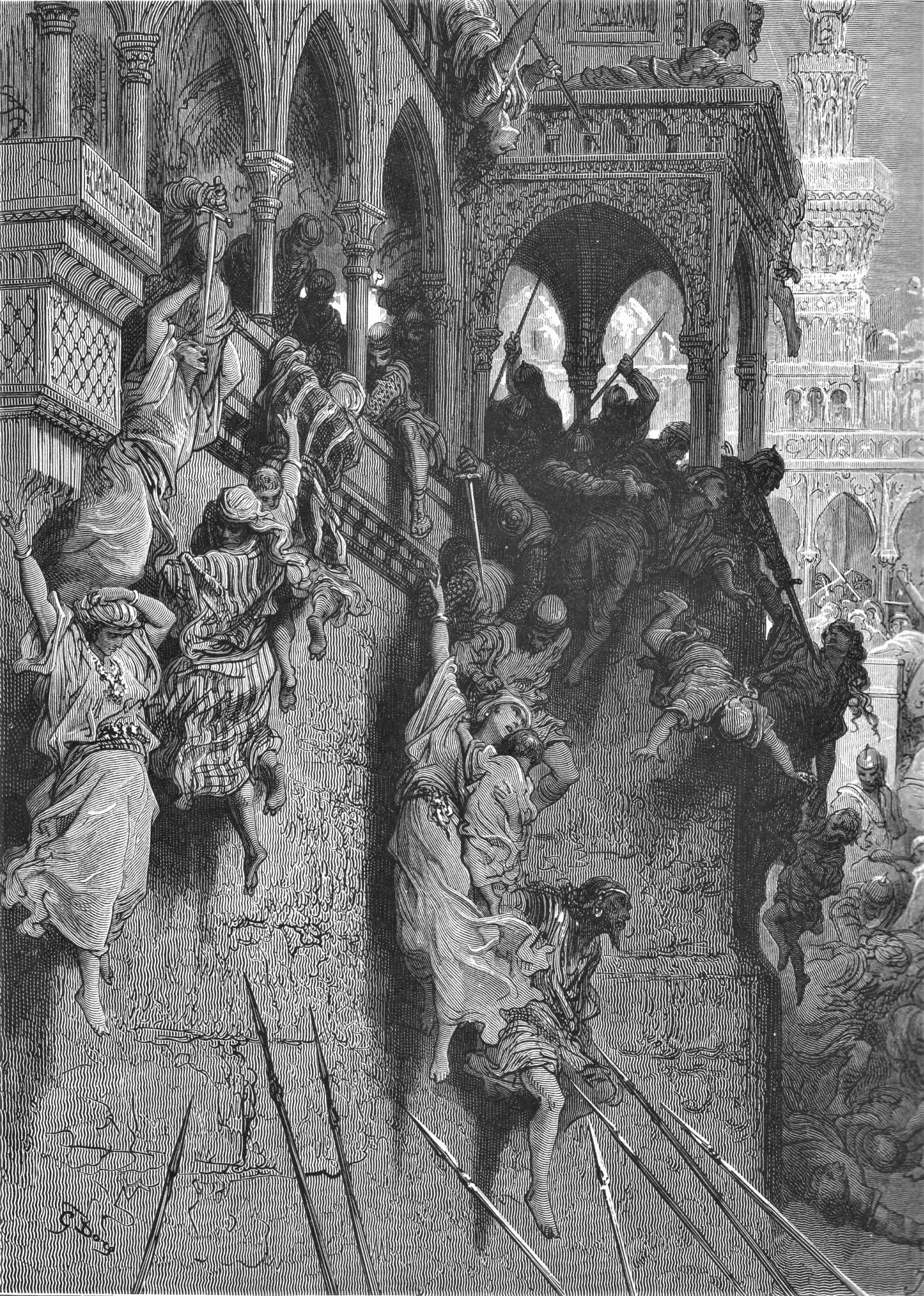
Masakra Antiochii

Reszta krzyżowców 10 września 1097 wyruszyła przez Cezareę Kapadocką z zamiarem przekroczenia pasma Antytaurus i po ciężkim marszu w górskim terenie połączonym z wysokimi stratami w ludziach i koniach 20 października dotarła do brzegów Orentesu w pobliżu ufortyfikowanego Żelaznego Mostu. Podjęty natychmiast przez biskupa Le Puy atak zaskoczył Turków - twierdza została zdobyta, krzyżowcy przekroczyli rzekę, a w ich ręce wpadł także konwój z żywnością zmierzający do Antochii. 21 października 1097 roku awangarda wyprawy dowodzona przez Boemunda dotarła pod mury Antiochii, której zdobycie otwierało dalszą drogę do Palestyny. Jej oblężenie trwało aż do czerwca 1098. Po zdradzie Firuza, który był jednym z dowódców obrony miasta, Antiochia została zdobyta i splądrowana, a część jej mieszkańców wymordowana. W tym czasie atabeg Mosulu – Kurbugha, zdołał zjednoczyć spore siły Turków seldżuckich i ruszył z potężną armią na odsiecz Antiochii. Zagłodzeni niemal na śmierć i skrajnie zdesperowani krzyżowcy wydali Kurbudze bitwę pod murami miasta. Kurbugha pozwolił krzyżowcom spokojnie wyjść z miasta i ustawić się w szyku na polu bitwy. Wszyscy krzyżowcy walczyli pieszo, gdyż ich konie już dawno padły, co paradoksalnie okazało się ich wielką siłą. Krzyżowcami dowodził Boemund I, który zorganizował wszystkich krzyżowców w jedną, dużą, pieszą falangę, która mimo wielkiego osłabienia przemaszerowała przez pole bitwy i szybko zdobyła obóz Kurbughi. Pożar obozu wywołał panikę wśród Turków i ich odwrót, mimo że wciąż mogli wygrać bitwę. Starcie spowodowało jednak u krzyżowców ogromne straty – zostali w niej wybici niemal wszyscy Normanowie, którzy stanowili czoło pieszej falangi. Istotną rolę w bitwie odegrała Święta Włócznia odnaleziona w katedrze antiocheńskiej i uznana za Znak Boży sprzyjający krzyżowcom.

## Przemarsz przez Palestynę i zdobycie Jerozolimy

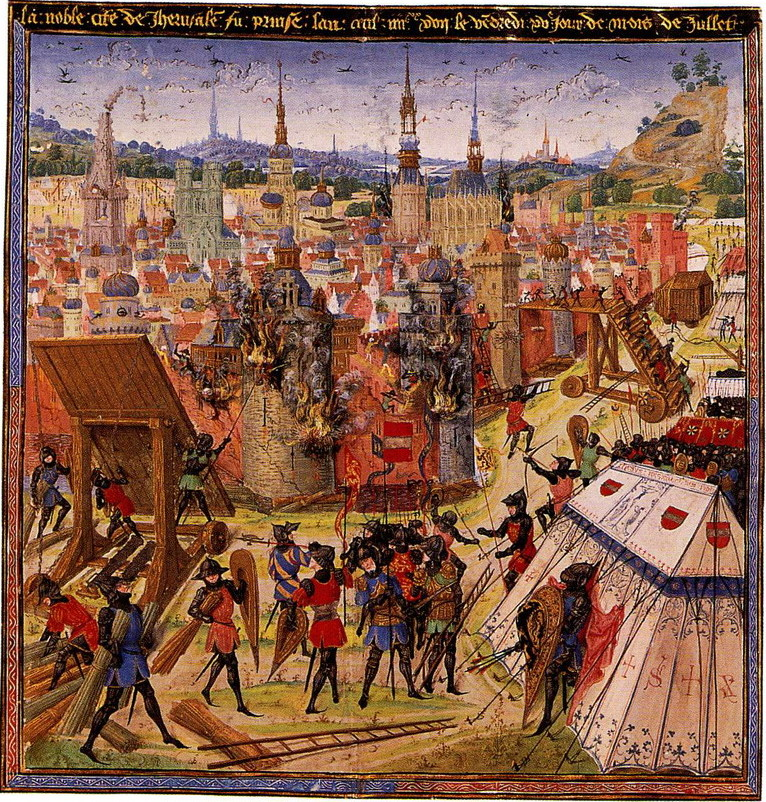
Zdobycie Jerozolimy podczas I krucjaty (1099 r.) – rysunek ze średniowiecznego rękopisu

Kurbughę po porażce pod Antiochią opuścili wszyscy sojusznicy. Małe, nadmorskie emiraty w Palestynie, jeden po drugim poddawały się od północy krzyżowcom, zaś od południa Fatymidom.
W listopadzie i grudniu 1098 krzyżowcy oblegali Ma’arrat an-Numan. Przekazy mówią, że pozbawieni zapasów rycerze zachodni mieli dopuszczać się aktów kanibalizmu. Ostatecznie miasto padło, a armia krzyżowa dokonała masakry ludności cywilnej.
Na początku 1099 Fatymidzi pokonali turecką załogę Jerozolimy i przejęli kontrolę nad tym miastem, ogłaszając jego ponowne otwarcie dla chrześcijan.
Wyprawa na Jerozolimę była bardzo ryzykowna, gdyż siły krzyżowców stopniały w tym czasie do ok. 1500 rycerzy i 5000-6000 pozostałego wojska. Fatymidzi natomiast dysponowali armią liczącą ponad 30 000 zawodowych żołnierzy. Nic więc dziwnego, że wyprawa była wielokrotnie odkładana. Wreszcie, na skutek licznych nacisków oddolnych, Gotfryd podjął decyzję o ryzykownej wyprawie na Jerozolimę. Wykorzystując walki o sukcesję w sułtanacie Wielkich Seldżuków w czerwcu 1099 armia krzyżowców, nie napotykając po drodze żadnego oporu, stanęła pod murami Jerozolimy i rozpoczęła oblężenie. Pierwsza próba zdobycia miasta 13 czerwca 1099 nie powiodła się głównie z powodu słabego przygotowania – krzyżowcy posiadali tylko jedną drabinę oblężniczą. Druga próba, podjęta po zbudowaniu dwóch wież oblężniczych i dzięki temu, że mury nie zostały do końca odbudowane po poprzednim zdobyciu przez Fatymidów oraz dość szczupłej załodze, zakończyła się zdobyciem Jerozolimy 15 lipca.
Już kilka dni później większość krzyżowców postanowiła wrócić do Europy. Na miejscu zostało ok. 500 rycerzy i 2000 piechoty włoskie. Siły te zostały rozrzucone po całym terenie Palestyny, gdzie zostało utworzone Królestwo Jerozolimskie. Jego pierwszym władcą został Gotfryd, który przyjął tytuł Obrońcy Grobu Świętego. Pierwszym królem został jego brat Baldwin, wcześniej hrabia Edessy, ożeniony z córką miejscowego władcy ormiańskiego. Rajmund z Tuluzy został hrabią Trypolisu. Księciem Antiochii został Boemund I, a po jego śmierci jego siostrzeniec Tankred z Hauteville.
Zdobycie Jerozolimy pozbawiło złudzeń Fatymidów, którzy wysłali z odsieczą armię liczącą 10 000 ludzi. Armia ta została jednak sformowana pospiesznie i była słabo zorganizowana. 12 sierpnia rozegrała się ostatnia bitwa I wyprawy krzyżowej – bitwa pod Askalonem, która skończyła się rozgromieniem sił egipskich.

## Chronologia militarna I krucjaty
Wyprawa ludowa (krucjata Piotra Pustelnika)
- bitwa pod Wieselbergiem (1096)
- zdobycie Zemunia (20 czerwca 1096)
- oblężenie Kserigordon (wrzesień-październik 1096)
- bitwa pod Civetot (21 października 1096)

I krucjata
- oblężenie Nicei (14 maja – 18 czerwca 1097)
- bitwa pod Doryleum (1 lipca 1097)
- oblężenie Antiochii (1097–1098)
- bitwa pod Albarą (31 grudnia 1097)
- bitwa przy Moście Żelaznym (9 lutego 1098)
- bitwa pod Bramą Mostową (7 marca 1098)
- oblężenie Ma’arratu (grudzień 1098)
- zdobycie Jerozolimy (15 lipca 1099)
- bitwa pod Askalonem (12 sierpnia 1099)